# 伊藤さやか (AV女優)
伊藤 さやか（いとう さやか、1968年10月17日 - ）は日本の元AV女優である。東京都出身。

## 略歴・人物
1988年7月に｢少女よ 伊藤さやか｣（宇宙企画）でデビュー。

## 出演作品

### ビデオソフト
- 少女よ（宇宙企画）（1988年）（デビュー作）
- 初恋 伊藤さやか（宇宙企画）（1988年）
- ごめんネ・おにいちゃん（宇宙企画）（1988年）
- バナナが食べたい（宇宙企画）（1988年）
- 下着のぬくもり（パリス）（1989年）
- 空白の夢（アイドルクック）（1989年）
- 序曲(プレリュード) ～素顔の私～ (2本組)（ロコ）（1989年）
- ズブ濡れ聖女（マドンナ）(ロコ）（1989年）
- 風に抱かれて（アーティシー）（1989年）
- desire club 5（シネマサプライ）（1989年）
- レイプ物語 牙Ⅲ（タキオン）（1989年）
- OH!満子4（V&Rプランニング）（1989年）（伊藤さやか他）
- キスより簡単 （コロナ）（1989年）
- 非常識なお嬢様 （コロナ）（1989年）
- I　Feel　Love （フェニックス）（1989年）
- 体操着の匂い（マドンナ社）（1989年）（伊藤さやか、鮎川真理、青木ゆかり ）
- ベスト・セレクションVOL.3（1989年）（伊藤さやか、小森愛、牧本千幸、直木亜弓、浅間るい）
- エスカペイド Escapade（kiss）（1990年）
- 濃厚垂涎（アールエーシー）（1990年）
- 指先で舐めて（アライコーポレーション）（1990年）
- 誰も撮らなかったアソコ　（アライコーポレーション）（1990年）
- ラスト・メモリー 残り香（フリーク）（1990年）
- 凄艶　馬のり炸裂娘　アールエーシー）（1990年）（伊藤さやか、本庄美樹、広瀬美希）
- 穴子のスキャンダル 入れ喰い女三淫衆（タイム）（1990年）（伊藤さやか、多岐川裕里、山本留美）
- 高級微笑女倶楽部1（コロナ）（1990年）（伊藤さやか、小沢奈美、山下麻衣、水樹亜美）
- 透明感が好き　乙女たちの受難体験（マザーシンデレラ）（1990年）（伊藤さやか、渡辺由美、美加里）
- 終局への宴　ファイナル・エクスタシー（アライコーポレーション）（1991年）
- ドン尻～欲望炸裂 媚獣～（タイム）（1992年）
- 牙伝説（タキオン）（1990年）（伊藤さやか、加山なつ子、林由美香）
- THEセーラー服7（日向まこ、伊藤さやか、森永千代子、香坂ゆかり）
- 獲物 CRIMAX HUNTER ～香港(秘)コネクション～ （サムビデオ）（貝如花、イヴ (神代弓子)、林由美香、伊藤さやか、南野ちなつ）
- 少女から大人へ Change of Heart （セシル）
- 淫乱ごっこ　みせてあげるかけら4（ジルコン）（伊藤さやか、新道レミ）

### DVD
- お宝コレクション⑯ 青山ちはる&伊藤さやか （デジタル･コミュニケーションズ）（2001年）
- Legend Plus No9 伊藤さやか ・浅間夕子 ・沢村杏子　（エーエスジェイ）（2008年）

伊藤さやか「艶熟の狂宴会」収録　
- Legend Special vol.26 伊藤さやか（エーエスジェイ）（2009年）

「キスより簡単」「非常識なお嬢様」「下着の体温（ぬくもり）」

## 雑誌
- アップル通信 1988年12月号（表紙）

| スタブアイコン | サブスタブ | この項目は、まだ閲覧者の調べものの参照としては役立たない、性風俗関係者に関連した書きかけの項目です。この項目を加筆・訂正などしてくださる協力者を求めています（P:性/PJ:性）。 |